# Isotomodella zhejiangensis
Isotomodella zhejiangensis är en urinsektsart som först beskrevs av Chen 1985.  Isotomodella zhejiangensis ingår i släktet Isotomodella och familjen Isotomidae. Inga underarter finns listade i Catalogue of Life.